# Zasłonak modrordzawy

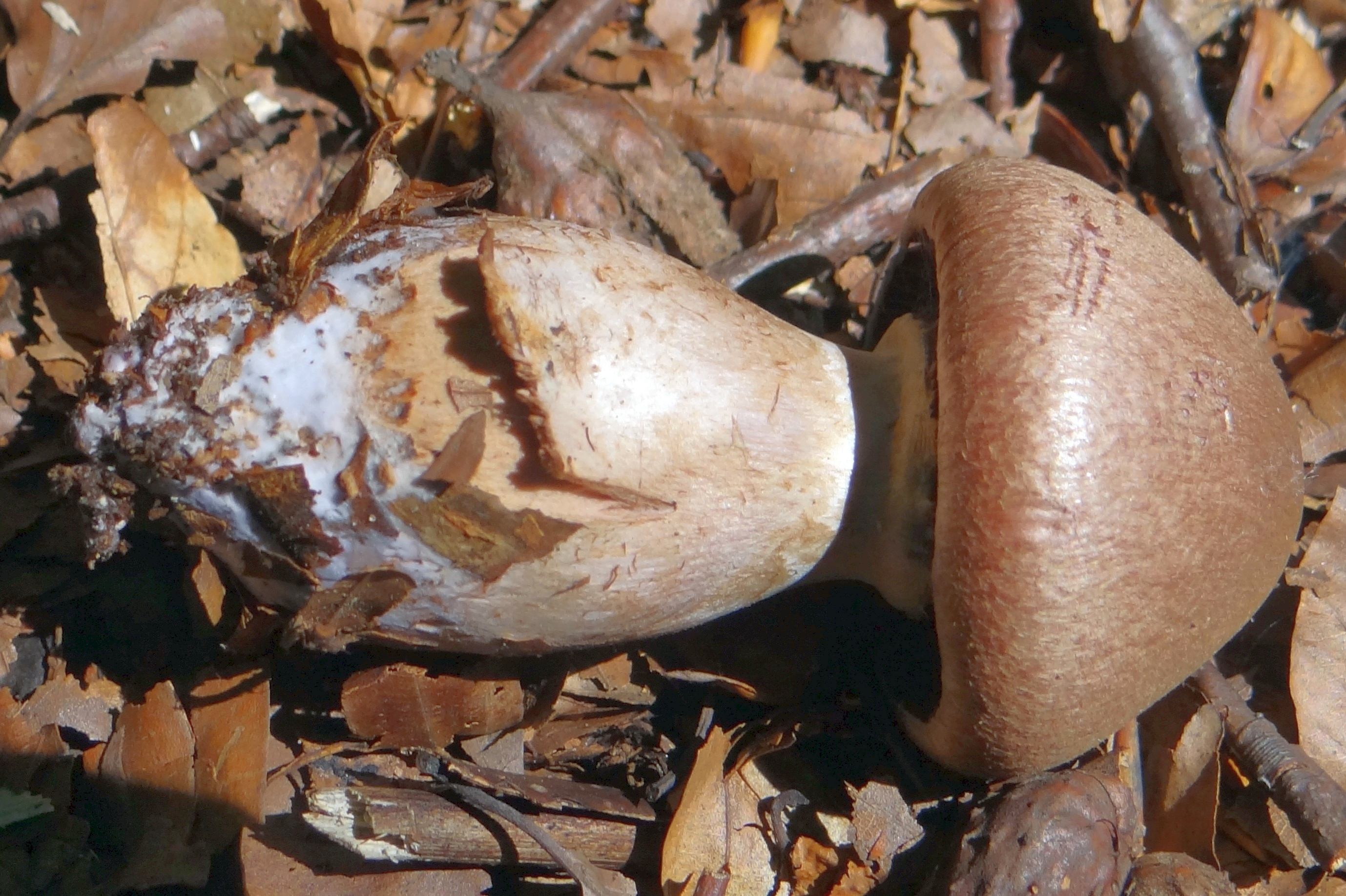

Zasłonak modrordzawy (Phlegmacium balteatocumatile Rob. Henry ex P.D. Orton) – gatunek grzybów należący do rodziny zasłonakowatych (Cortinariaceae).

## Systematyka i nazewnictwo
Pozycja w klasyfikacji według Index Fungorum: Phlegmacium, Cortinariaceae, Agaricales, Agaricomycetidae, Agaricomycetes, Agaricomycotina, Basidiomycota, Fungi.
Po raz pierwszy opisali go Robert Henry i Peter Darbishire Orton w 1960 roku. Obecną nazwę nadali mu Tuula Niskanen i Kare Liimatainen w 2022 r.
Synonimy:
- Cortinarius balteatocumatilis Rob. Henry 1939
- Cortinarius balteatocumatilis var. laetus Quadr. 1985
- Cortinarius balteatocumatilis var. laetus Quadr. & Lunghini, 1990
- Cortinarius violaceocinctus P.D. Orton 1960
- Phlegmacium balteatocumatile Rob. Henry ex M.M. Moser 1953
- Phlegmacium balteatocumatile var. laetum M.M. Moser 1960

Polską nazwę nadał mu Andrzej Nespiak w 1975 r. dla synonimu Cortinarius balteatocumatilis. Jest niespójna z aktualną nazwą naukową.

## Morfologia
Kapelusz
Średnica 5–10 cm, początkowo półkulisty, potem płaskołukowaty, grubomięsisty, sprężysty z długo podwiniętym brzegiem. W stanie wilgotnym lepki, w stanie suchym błyszczący. Barwa pomarańczoworuda, czerwonawobrązowa, z wyraźnymi, promienistymi włókienkami. Pod lupą włókienka te są rude na pomarańczowym podkładzie.
Blaszki
Średniej szerokości, płatowate, szersze na grzbiecie, o barwie od umbrowobrązowej do jasnorudej. Ostrza jaśniejsze, cienkie.
Trzon
Wysokość 5–10 cm, grubość 1do 2 cm, walcowaty lub pałkowaty, dołem zgrubiały, zwarty, pełny. Powierzchnia początkowo biała, potem z tabakowobrązowym odcieniem, tylko pod kapeluszem biała strefa z obfitymi resztkami zanówki.
Miąższ
Białawy, tylko w trzonie z czasem brązowawy. Smak i zapach niewyraźny.
Cechy mikroskopowe
Wysyp zarodników rdzawobrązowy. Zarodniki migdałkowate, 9,5–12 × 5–7 µm, lekko brodawkowate.
Gatunki podobne
Zasłonak czerwonawy (Cortinarius latus) ma trzon ciemnoczerwonobrązowy bez rudych i pomarańczowych odcieni, a skórka jego kapelusza nie jest tak wyraźnie promieniście włóknista.

## Występowanie i siedlisko
Znane jest występowanie tego gatunku w Ameryce Północnej (w USA i Kanadzie), w Europie i w Maroku. W Polsce w 1975 r. opisał jego występowanie Andrzej Nespiak, ale bez podania dokładniejszej lokalizacji stanowisk. Aktualne stanowiska podaje internetowy atlas grzybów. Znajduje się na Czerwonej liście roślin i grzybów Polski w kategorii E – gatunki wymierające, których przeżycie jest mało prawdopodobne, jeśli nadal będą działać czynniki zagrożenia.
Grzyb mykoryzowy. Występuje w lasach liściastych i iglastych. Grzyb naziemny.